# Ernest Marie Louis Bedel

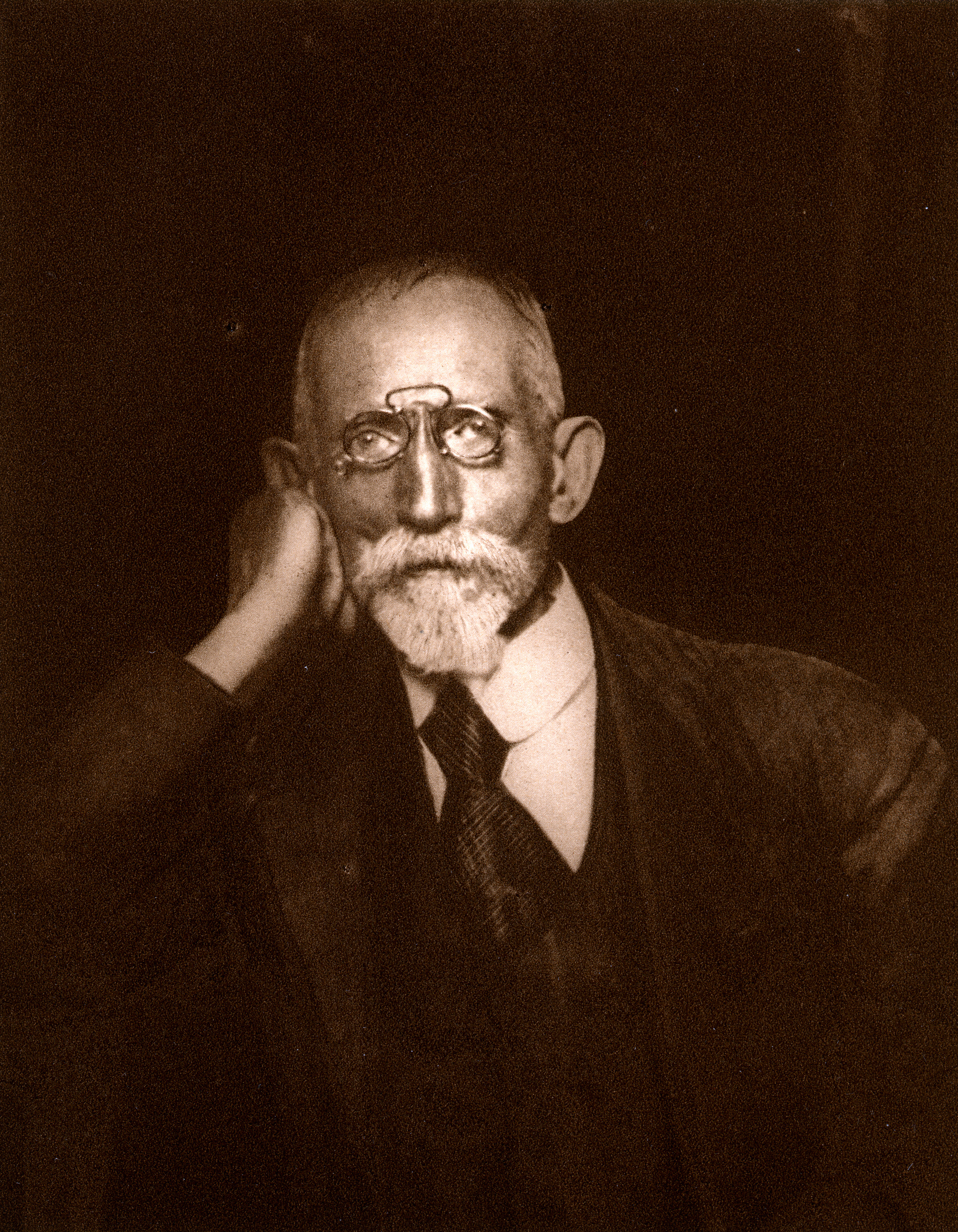
Louis Bedel

Ernest Marie Louis Bedel (ur. 16 maja 1849 w Nantes, zm. 26 stycznia 1922 w Paryżu) – francuski entomolog zajmujący się chrząszczami.
Louis Bedel studiował początkowo w Nantes, następnie w Paryżu. W 1870 brał udział w wojnie francusko-pruskiej. Bedel napisał prawie 300 publikacji, głównie poświęconych chrząszczom. Jego kolekcja przechowywana jest w Muzeum Historii Naturalnej w Paryżu.